# Liste des évêques d'Osma-Soria

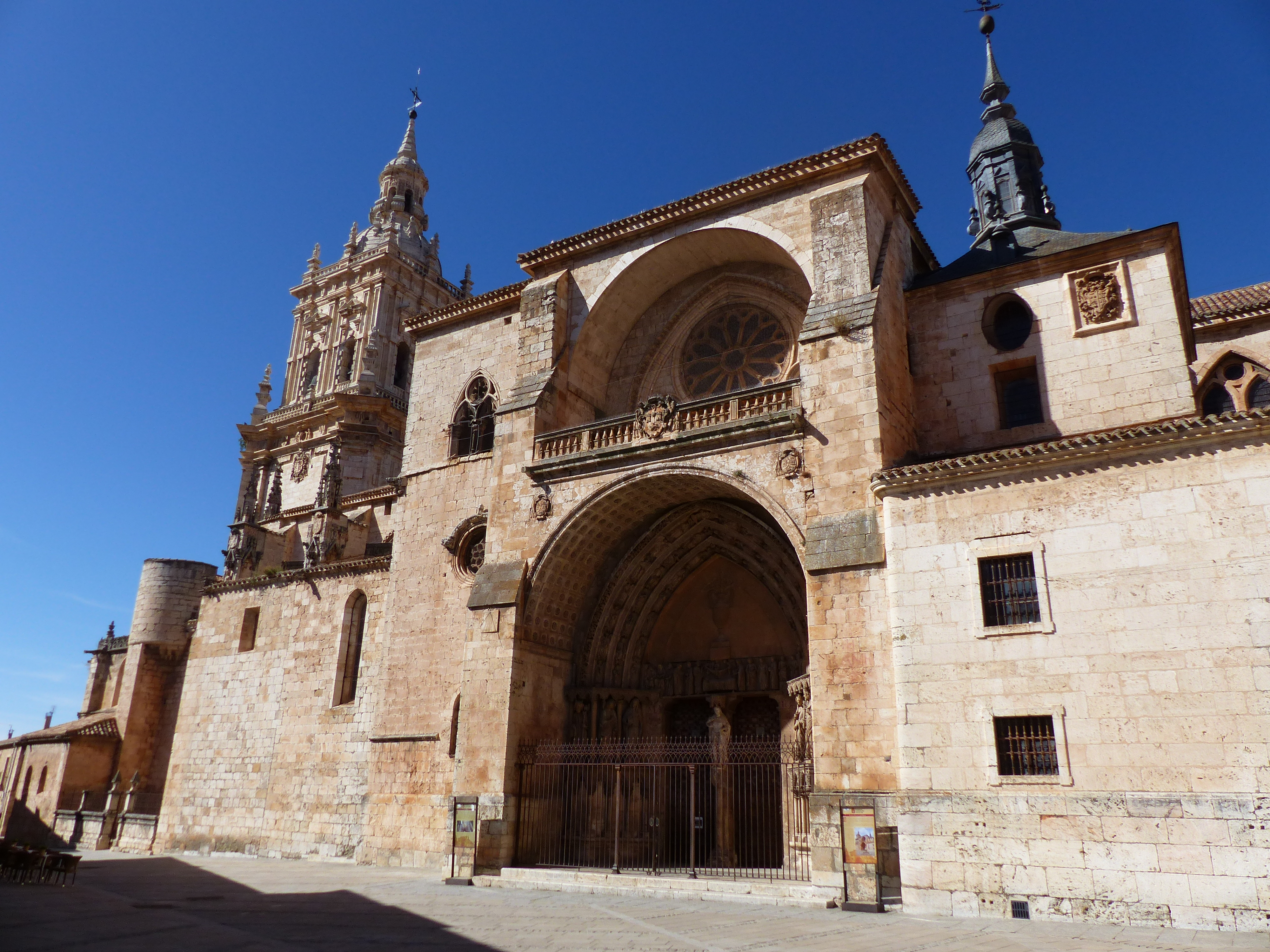
Portail sud de la cathédrale d'El Burgo de Osma.

Les évêques du diocèse d'Osma occupent l'ancien siège épiscopal d'Osma, rebaptisé depuis 1959 en diocèse d'Osma-Soria.

## Liste des évêques d'Osma
- Juan (vers 597)
- Gregorio (vers 610)
- Egila (vers 633)
- Godescalco (vers 657)
- Esteban
- Seberiano ou Siberitano (vers 681)
- Sonna (vers 683)
- Sisenando (755)
- Eterio de Osma (784)
- Felmiro (881)
- Silo, O.S.B. (912)

1101- Restauration de l'évêché après la Reconquëte
- Pierre d'Osma, O.S.B. (1101-1109)
- Raymond de Sauvetat (1109-1125, nommé archevêque de Tolède)
- Beltrán (1126-1140)
- Esteban (1141-1147)
- Juan (1148-1174)
- Bernardo (1174-1176)
- Miguel, O.S.B. (1177-1184)
- García (1185-1186)
- Martín Bazán (1188-1201)
- Vénérable Diego de Acebo (1201-1207)
- Rodrigo Jiménez de Rada, (1208-1209, nommé archevêque de Tolède avant sa consécration)
- Melendo (1210-1225)
- Pedro Ramírez de Pedrola (1225-1230, nommé évêque de Pampelune)
- Juan de Soria (es) (1231-1240, nommé évêque de Burgos)
- Pedro de Peñafiel (1241-1246)
- Gil (1246-1261)
- Agustín (1261-1286)
- Juan Álvarez (1286-1296)
- Juan Pérez de Ascaron (1296-1329)
- Bernabé (1329-1351)
- Gonzalo (1351-1356)
- Alonso de Toledo y Vargas, O.S.A. (1356-1363, nommé évêque de Badajoz)
- Lorenzo Pérez (1362-1367)
- Pedro Gómez Barroso (1367-1372, nommé évêque de Cuenca)
- Juan García Palomeque (1373-1374, nommé évêque de Badajoz)
- Juan de Villareal (1374-1379)
- Pedro Fernandez de Frias (1379-1410, Cardinal, nommé évêque de Sabina)
  - Alfonso Carrillo de Albornoz administrateur du diocèse (1411-1426; en 1422nommé évêque de Sigüenza)
- Juan de Cerezuela y Luna (1426-1432, nommé archevêque de Séville)
- Pedro de Castilla y de Eril (1432-1440, nommé évêque de Palencia)
- Roberto Moya (1440-1453)
- Pedro García de Montoya (1454-1474)
- Francisco de Santillana (1475-1482, nommé évêque de Cordoue)
- Pedro González de Mendoza (6 mars 1482 - 13 novembre 1482, nommé archevêque de Tolède)
  - Raffaele Sansoni Riario (1482-1493) (administrateur, nommé évêque de Cuenca)
- Alonso Ulloa de Fonseca Quijada (1493-1505)
- Alfonso Enríquez (1505-1523)
- Juan Pardo de Tavera (1523-1524, nommé archevêque de Saint-Jacques-de-Compostelle)
- García de Loaysa y Mendoza, O.P. (1524-1532, nommé évêque de Sigüenza)
- Pedro González Manso (1532-1537)
- Pedro Álvarez de Acosta (1539-1563)
- Juan Sarmiento (1563-1564, mort avant sa consécration)
- Honorato Juan (1564-1566)
- Francisco Tello de Sandoval (1567-1578, nommé évêque de Plasencia)
- Alonso Velázquez (1578-1583, nommé archevêque de Saint-Jacques-de-Compostelle)
- Sebastián Pérez (1583-1593)
- Martín Garnica (1594-1594)
- Pedro de Rojas y Enríquez, O.S.A. (1595-1602)
- Enrique Enríquez, O.S.A. (1602-1610, nommé évêque de Plasencia)
- Fernando de Acevedo (es) (1610-1613, nommé archevêque de Burgos)
- Francisco de Sosa, O.F.M. (1613-1618)
- Cristóbal de Lobera y Torres (1618-1623) (nommé évêque de Pampelune)
- Martín Manso de Zúñiga (1623-1630)
- Domingo Pimentel Zúñiga, O.P. (1630-1633, nommé évêque de Cordoue)
- Francisco Villafañe (1633-1639)
- Martín Carrillo Alderete (1636-1641, nommé archevêque de Grenade)
- Antonio Valdés Herrera (es) (1641-1653, nommé évêque de Cordoue)
- Juan de Palafox y Mendoza (1653-1659)
- Nicolás de Madrid (1660)
- Alfonso Enríquez II (1662-1663, nommé évêque de Plasencia)
- Pedro de Godoy (1664-1672, nommé évêque de Sigüenza)
- Antonio de Isla y Mena (1672-1681)
- Sebastián de Arévalo y Torres (1682-1704)
- Jorge Cárdenas Valenzuela (1704-1705)
- Andrés Soto de la Fuente (1706-1714)
- Felipe Antonio Gil de Taboada (1715-1720, nommé archevêque de Séville)
- Miguel Herrero Esgueva (1720-1723, nommé archevêque de Saint-Jacques-de-Compostelle)
- Jacinto Valledor Presno (1723-1730)
- José Barnuevo, O.S.B. (1730-1735)
- Pedro de la Cuadra Achica (1736-1741, nommé archevêque de Burgos)
- Juan Antonio Oruña (1744-1748)
- Pedro Clemente de Aróstegui (1747-1760)
- Jacinto Aguado y Chacón (1762-1764)
- Bernardo Antonio Calderón Lázaro (1764-1786)
- Joaquín de Eleta, O.F.M. (1786-1788)
- José Constancio Andino (1790-1793)
- Diego Melo Portugal, O.S.A. (1794-1795, nommé évêque de Jaén)
- Antonio Tavira Almazán (1796-1798, nommé évêque de Salamanque)
- Francisco Ignacio Iñigo Angulo (1798-1799)
- Juan Moya, O.F.M. (1799-1801)
- José Antonio Garnica, O.F.M. Cap. (1801-1810)
- Juan Cavia González (1814-1831)
- Gregorio Sánchez Rubio, O.S.H. (1847-1852, nommé évêque d'Ávila)
- Vicente Horcos San Martín, O.S.B. (1852-1861)
- Pedro María Lagüera Menezo (1861-1892)
- Victoriano Guisasola y Menéndez (1893-1897, nommé évêque Jaén)
- José María García Escudero y Ubago (1897-1909)
- Manuel Lago González (1909-1917, nommé évêque de Tuy)
- Mateo Múgica y Urrestarazu (1918-1923, nommé évêque de Pampelune)
- Miguel de los Santos Díaz Gómara (1924-1935, nommé évêque de Carthagène)
- Tomás Gutiérrez Díez (1935-1943, nommé évêque de Cadix)
- Saturnino Rubio y Montiel (1944-1969)

## Évêques d'Osma-Soria
| Portrait | Armoiries | Épiscopat   | Titulaire                  | Notes                          |
| -------- | --------- | ----------- | -------------------------- | ------------------------------ |
|          |           | 1969 à 1983 | Teodoro Cardenal Fernández | nommé archevêque de Burgos     |
|          |           | 1984 à 1987 | José Diéguez Reboredo (es) | nommé évêque d'Orense          |
|          |           | 1987 à 1995 | Braulio Rodríguez Plaza    | nommé évêque de Salamanque     |
|          |           | 1995 à 2003 | Francisco Pérez González   | nommé ordinaire militaire (es) |
|          |           | 2004 à 2007 | Vicente Jiménez Zamora     | nommé évêque de Santander      |
|          |           | 2008 à 2016 | Gerardo Melgar Viciosa     | nommé évêque de Ciudad Real    |
|          |           | 2017 à 2025 | Abilio Martínez Varea (es) | nommé évêque de Ciudad Real    |

## Source
- (es) Cet article est partiellement ou en totalité issu de l’article de Wikipédia en espagnol intitulé « Anexo:Obispos de Osma-Soria » (voir la liste des auteurs).